# Kaïkhosro (prince de Moukhran)
Kaïkhosro de Moukhran (en géorgien : ქაიხოსრო  მუხრანბატონი, Kaïkhoro Moukhranbatoni ; mort le 3 octobre 1629 dans l'Empire ottoman), aussi appelé Khouzdrou de Moukhran, est le 4e prince de Moukhran, une principauté géorgienne dirigée par une branche de la famille géorgienne, entre la Kakhétie et le Karthli (Géorgie centrale), qui règne de 1625 à 1627. Il appartient à l'ancienne dynastie des Bagrations, qui prétend descendre des rois bibliques David et Salomon. 

## Biographie
Kaïkhosro Bagration est le second fils du prince Vakhtang Ier de Moukhran, un ancien régent de Karthli (1569-1578). Celui-ci a pour successeur en 1580 le frère aîné de Kaïkhosro, Bagrat-Teïmouraz (1580-1625), qui occupe également le poste de dirigeant intérimaire du Karthli entre 1623 et 1625. Lorsque ce dernier meurt lors de la bataille de Marbda, le 1er juillet 1625, Kaïkhosro est apparemment investi comme 4e prince de Moukhran, empêchant le fils aîné de son frère, Vakhtang, d'accéder au trône.
Toutefois, en 1626, Kaïkhosro, allié à Georges Saakadzé dans son combat contre les Séfévides, est vaincu lors de la bataille de Bazaleti. En 1627, il doit se réfugier avec Saakadze et ses partisans dans l'Empire ottoman, tandis que son trône est occupé par le fils du roi de Kakhétie, David. D'après Stalislav Doumine, le prince part alors pour l'Empire ottoman où il demeure jusqu'à son exécution sur les ordres du grand vizir Khousrev Pacha, qui est jaloux de l'influence des Géorgiens vis-à-vis de la cour ottomane, le 3 octobre 1629.

## Mariage et descendance
Le prince Kaïkhosro a épousé la princesse Tinatine Gourieli (morte en 1627), fille du prince Mamia III de Gourie (1598-1627). De cette union naissent cinq fils et deux filles :
- Achotan Bagration de Moukhran (mort en 1697), père de deux fils et d'une fille ;
- Bagrat Bagration de Moukhran, épouse Ketevane Amilakhvari et père de deux fils ;
- Domenti Bagration de Moukhran (mort en 1676), Catholicos-Patriarche de toute la Géorgie (1661-1676) ;
- Siméon Bagration de Moukhran, père d'un fils ;
- Jessé Bagration de Moukhran ;
- Hélène Bagration de Moukhran, épouse Georges Sidamoni (mort après 1669) et mère de cinq fils ;
- Dedis-Imedi Bagration de Moukhran, épouse le prince Papouna de Kvemo-Satsitsiano (mort après 1663) et mère de deux fils.

## Autres

### Sources
- Marie-Félicité Brosset, Chronique géorgienne, Paris, 1829
- Stanislav Doumine, « Les Tsars et les Tsarevitchs de Kakhétie et de Kartli », dans Les familles de la noblesse de l'Empire russe, vol. III, Moscou, 1996